# Bilgola
Bilgola est une localité située en banlieue nord de Sydney en Nouvelle-Galles du Sud, dans la région de Northern Beaches.
Sa population était de 240 habitants en 2016.
Le nom « Bilgola » viendrait d'un terme aborigène signifiant « eaux tourbillonnantes ».
Sa plage donne sur la mer de Tasman.